# Інститут дерматології та венерології НАМН України
Інститут дерматології та венерології НАМН України — науково-дослідний інститут у Харкові, заснований 1924 року.

## Історія
Інститут засновано в серпні 1924 року (Наказ Народного Комісаріату охорони здоров'я України № 48 від 9 серпня 1924 р.) на базі шкірно-венерологічної поліклініки м. Харкова О. Федоровським, під назвою Харківський (з 1937 року — Український) науково-дослідний інститут. У 1970-х роках назву змінено на Харківський науково-дослідний інститут дерматології та венерології.

### Директори інституту
- О. М. Федоровський (1924—1937)
- О. М. Кричевський (1937—1956)
- Б. А. Задорожний (1956—1959)
- О. І. П'ятикоп (1959—1977)
- І. І. Мавров (1977—2009)
- Г. І. Мавров (2009—2012)
- Я. Ф. Кутасевич (з 2012)